# Філарете
Філарете (справжнє ім'я Антоніо ді П'єтро Аверліно, прізвисько Філарете італ. Filarete — улюблинець слави, бл. 1400 — бл. 1467 чи 1469) — італійський архітектор доби Відродження, скульптор, теоретик архітектури.

## Біографія
Точних даних про рік та місце народження митця не збережено. За припущеннями, народився у Флоренції. Його головним вчителем вважають Лоренцо Гіберті.

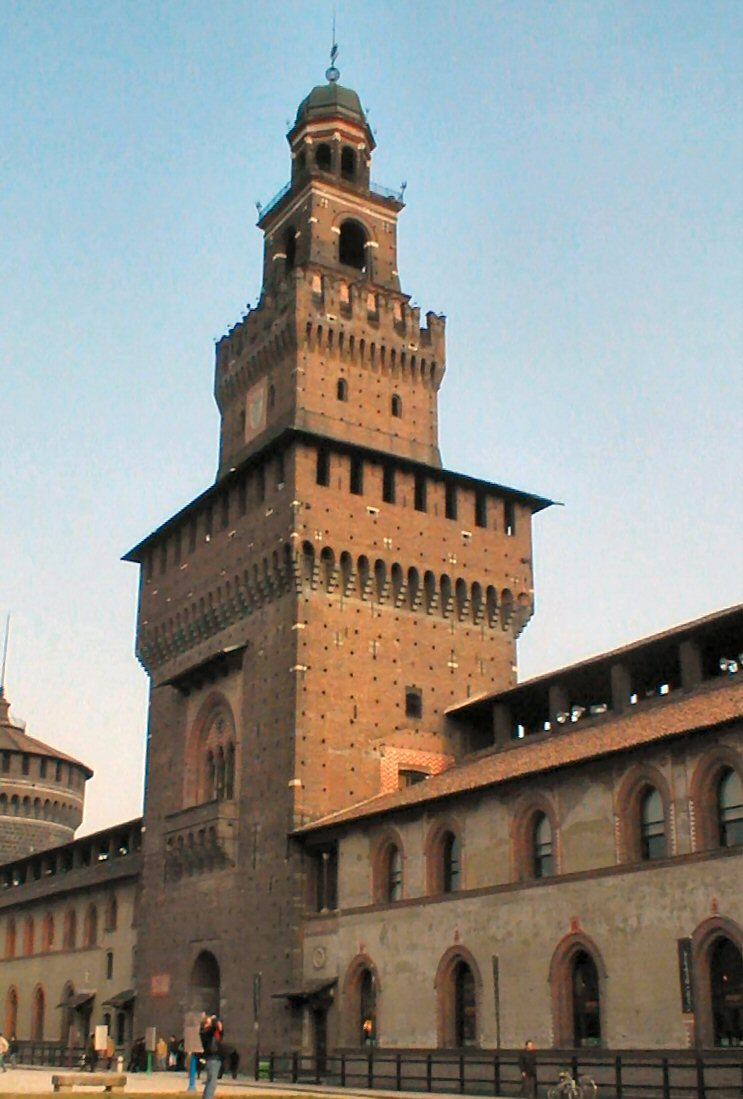
Вежа Філарете в замку Сфорца, Мілан.

Звістка про майстра дісталась Риму. Папа римський Євген IV викликав Філарете у Рим, де він Дванадцять (12) років працював скульптором над оздобами бронзових дверей старої базиліки Св. Петра, розібраної заради побудови нового собору за проектами Браманте, Рафаеля Санті, Мікеланджело.

### Міланський період 1451—1465
На запрошення володаря міста Мілан Франческо Сфорца, перебрався до Ломбардію, де працював архітектором над удосконаленням замку Сфорца, Великого шпиталю (Оспедале Маджоре), собору в місті Бергамо. Серед знайомих Філарете в Мілані — відомий інженер і архітектор Арістотель Фіораванті.
Теоретик і практик архітектури ранішнього Відродження, він був вимушений працювати в умовах консервативних місцевих будівельних традицій, настояних на настановах пізньої готики. Філарете критично відгукувався на цю практику, що забезпечило йому появу ворогів в Мілані. Проєкти Філарете в Мілані лише почали будувати за пропозиціями Філарете, але добудовували місцеві майстри і за власними консервативними традиціями. Готичні традиції місцевим майстрам були ближчі і зрозуміліші, ніж авангардні винаходи Філарете. Ображений Філарете покинув архітектурну практику і зосередився на архітектурній теорії. Він — автор власного «Трактату про архітектуру».

### Трактат про архітектуру

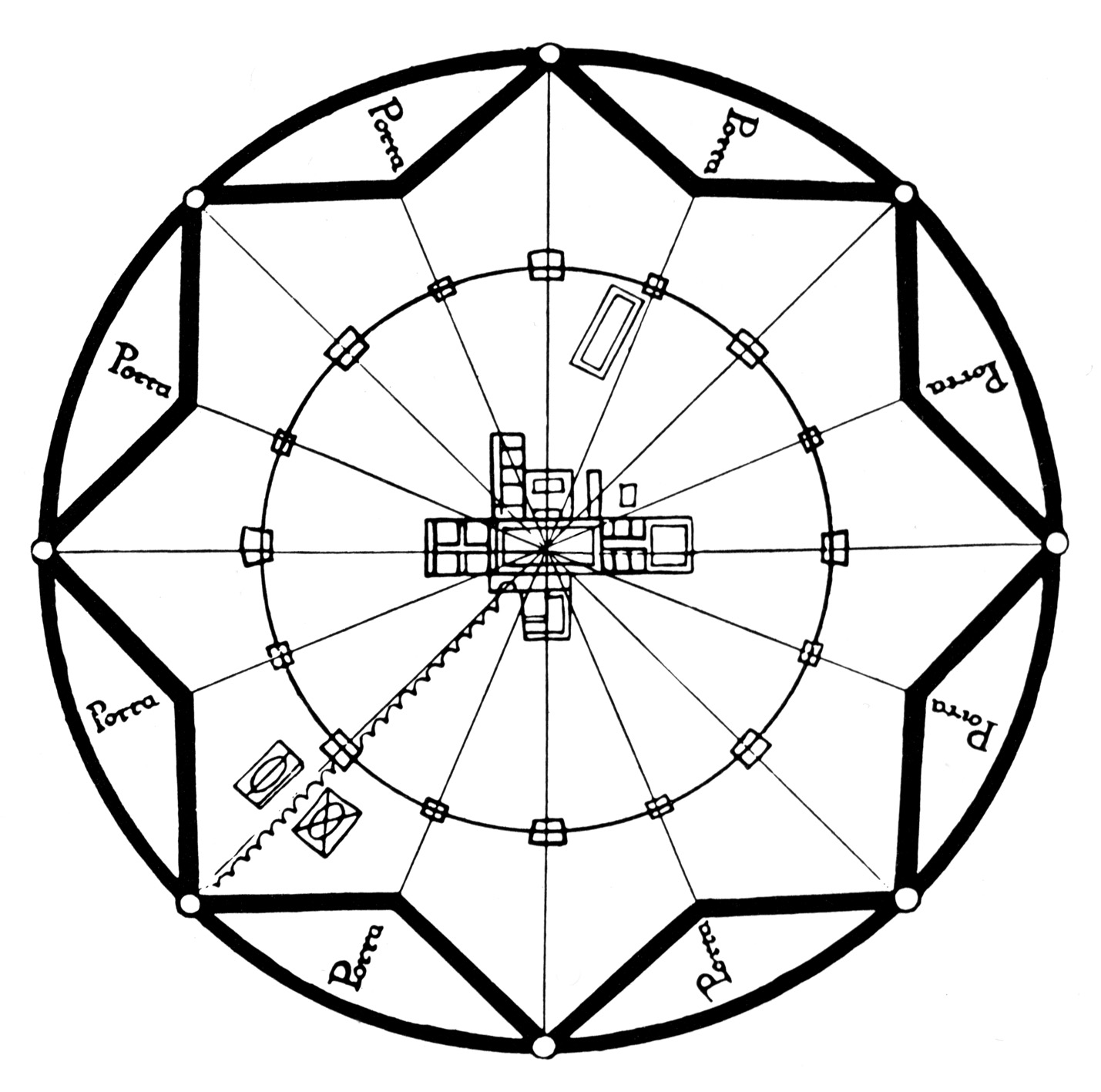
План ідеального міста Сфорцинда за проектом Філарете

Трактат побудований у формі діалогу. Найбільша його частина присвячена розповіді про два ідеальні міста — Плузіаполіс та Сфорцинду.
Ідеальне місто Сфорцинда названа так на честь міланського покровителя Філарете — Франческо Сфорца. План цього міста сильно контрастував з середньовічним, плутаним розплануванням і Флоренції, і Риму, і Мілану. В його основі симетрія, ясність, ідеальні геометричні фігури. В добу Відродження ідеальних міст не будували, але ідея не померла і була успадкована архітекторами північної Італії в нову добу. Сам трактат Філарете не був надрукованим. Але його копіювали і в рукописах він дійщов до 19 століття. У 1894 р. його надрукували. Оригінал трактату зберігає Національна Бібліотека міста Флоренція.